# Интимен кръг
„Интимен кръг“ (на английски: The In Crowd) е американски трилър от 2000 година на режисьора Мери Ламбърт. Във филма участват Сюзън Уорд, Лори Хеуринг, Матю Сетъл и Нейтън Бекстън.